# Aulua
L’aulua est une langue océanienne parlée par 750 locuteurs dans l’est de Malekula, au Vanuatu.